# Dorfkirche Gollmitz (Calau)

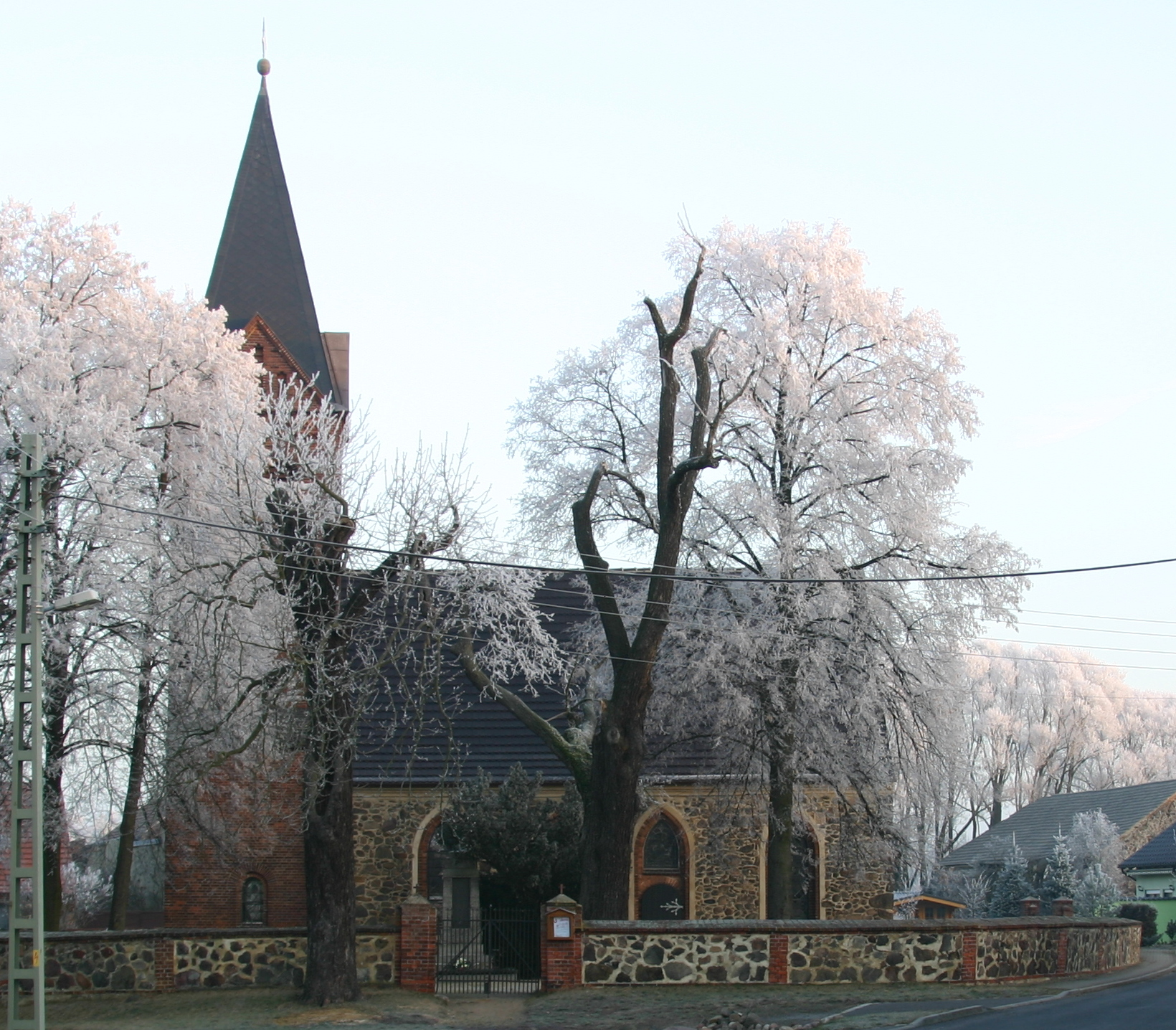
Dorfkirche Gollmitz (2007)

Die Dorfkirche Gollmitz ist das Kirchengebäude im Ortsteil Gollmitz der Stadt Calau im Landkreis Oberspreewald-Lausitz in Brandenburg. Es gehört der Kirchengemeinde Gollmitz im Pfarrsprengel Groß Jehser des Kirchenkreises Niederlausitz, der Teil der Evangelischen Kirche Berlin-Brandenburg-schlesische Oberlausitz ist. Das Kirchengebäude ist ein eingetragenes Baudenkmal in der Denkmalliste des Landes Brandenburg.

## Architektur und Geschichte
Die Dorfkirche Gollmitz wurde im Kern im 14. Jahrhundert als Saalkirche im gotischen Stil errichtet. Im Jahr 1901 wurde die Kirche umgebaut, die Fenster wurden erhöht und an der Westwand wurde ein neuromanischer quadratischer Turm angebaut. Die Kirche ist ein Feldsteinbau mit Satteldach, die Fenster sind spitzbogig mit geputzten Ziegelrahmungen. In der Südwand befindet sich ein Rundbogenportal mit Beschlägen, das darüber liegende Fenster ist entsprechend verkleinert. Im Osten hat die Kirche ein einzelnes Fenster, daneben liegt ein Nebeneingang mit rundbogiger Tür. Der Turm besteht aus Ziegelmauerwerk und hat einen Spitzhelm. Im Glockengeschoss hat der Kirchturm an allen Seiten paarweise angeordnete Schallluken, darüber Sägezahnfries und kleine Spitzgiebel. Auf dem Kirchhof steht ein Kriegerdenkmal für die im Ersten Weltkrieg gefallenen Soldaten der Kirchengemeinde.
Im Innenraum hat die Kirche eine Bretterdecke und Emporen im Westen und Norden. Der barocke Altaraufsatz und die Kanzel wurden im Jahr 1704 von dem Tischler Georg Wolschke angefertigt. Der Aufsatz besteht aus einem Aufbau aus gedrehten Säulen zwischen Akanthuswangen, dazwischen sind übereinander die Kreuzigung und das Abendmahl als Gemälde dargestellt. Der polygonale Kanzelkorb zeigt Darstellungen der vier Evangelisten. Der Taufstein hat eine runde, oben achteckig endende Kuppa.